# Troianul
Troianul is een Roemeense gemeente in het district Teleorman.
Troianul telt 3326 inwoners.